# Manabendra Nath Roy
  Manabendra Nath Roy  (bengalí: মানবেন্দ্র নাথ রায়)  (districte de 24 Parganas, 21 de març de 1887 - Dehradun, 26 de gener de 1954), conegut també com a M.N. Roy, va ser un polític i filòsof indi. Partidari de la filosofia de l'humanisme radical, fou també, en el període entre les dues guerres mundials, un quadre important del moviment comunista internacional, fins que va trencar amb el marxisme el 1936.

## Joventut
El pare de Manabendra Nath Roy, Dinabandhu Bhattacharjee, era professor de sànscrit a una petita escola anglesa rural a Bengala Occidental. Roy nomia en realitat Narendranath Bhattacharya. Va anar a l'Escola Anglo-Sanscrita de Harinavi fins al 1905, després va estudiar enginyeria i química a l'Institut Tècnic de Bengala.
Roy es va unir al moviment revolucionari clandestí per a la independència nacional de l'Índia als 18 anys. Es va ajuntar amb el llegendari revolucionari indi Jatin Mukherjee, també conegut com a Bâghâ Jatîn. El 1915 va intentar dur a terme una insurrecció armada contra els britànics, que va ser aixafada. L'abril de 1915, durant la Primera Guerra Mundial, Roy (sota el pseudònim de Charles A. Martin) va marxar cap a Jakarta, i després cap a Xangai, a la recerca d'armes alemanyes per als revolucionaris indis. Però el lliurament previst fou un fracàs. Durant els dos anys següents, Roy va viatjar a Indonèsia, Japó, Corea, Mèxic, Filipines i els Estats Units a la recerca de suport armat per a la Revolució Índia. A Palo Alto, Roy canvià el seu nom de Charles A. Martin pel de Manabendra Nath Roy per escapar així dels serveis britànics.

## Revolucionari internacional
Com Karl Marx, fou alhora un filòsof i un militant. Roy tingué un paper important en els moviments revolucionaris a Mèxic, l'Orient Mitjà, la Unió Soviètica, Indonèsia i la Xina. Va tenir un paper decisiu en la formació del Partit Comunista Mexicà i del Partit Comunista de l'Índia a l'exili, a Taixkent (el 17 d'octubre de 1920).
A Mèxic, Roy mantingué una intensa amistat amb intel·lectuals i activistes polítics nord-americans i mexicans, com el president mexicà Venustiano Carranza. Posteriorment esdevingué el secretari general del Partit Socialista de Mèxic. El març de 1919, es va apropar a Michael Borodin, enviat del Comintern a Mèxic i va fundar el Partit Comunista de Mèxic.
El maig de 1920, va anar a Moscou per invitació de Lenin per assistir al Segon Congrés del Comintern. Presentà les seves tesis complementàries a "Tesis sobre la qüestió nacional i colonial" de Lenin. Provocaren controvèrsia però finalment foren acceptades pel Congrés amb les tesis de Lenin.
Roy va ser elevat als màxims nivells de la Internacional Comunista i va dirigir la delegació del Comintern a la Xina el 1927. Al mateix temps, va publicar "Índia en Transició" (1922), "El futur de la política índia" (1926) i "Revolució i contrarevolució a la Xina" (1930). Va fundar l'òrgan del Partit Comunista de l'Índia a l'exili, "The Vanguard" (més tard "The Masses") i el va dirigir durant set anys (1922-28).

## Trencament amb el comunisme
Roy va trencar amb la Internacional Comunista el 1929, després d'oposar-se públicament a les polítiques sectàries adoptades al VIè Congrés i participar en l'Oposició d'Esquerra Internacional. Va tornar a l'Índia el 1930. Va ser arrestat el juliol de 1931 a Bombai i condemnat a sis anys de presó. Durant la seva detenció, va escriure un monumental manuscrit de 3000 pàgines amb el títol de "The Philosophical Consequence of Modern Science". En el seu alliberament el 1936 va fer una campanya contra tota mena d'autoritarisme, va donar suport a la guerra antifeixista, va redactar una constitució per a l'Índia independent i va exposar un pla popular descentralitzat de desenvolupament econòmic. Es va unir al Partit del Congrés de Gandhi.
El 1947, Roy analitzà críticament la història de la URSS des de 1917, en el seu volum "La Revolució Russa". El 1948, publicà una revisió del marxisme en dos llibres "Més enllà del marxisme" i "Nou humanisme".

## Humanisme radical
Decepcionat per la democràcia burgesa i el comunisme, va dedicar els darrers anys de la seva vida a formular una filosofia alternativa que ell va anomenar humanisme radical. Va escriure una exposició detallada a "Raó, Romanticisme i Revolució". El 1948 va deixar el Partit Demòcrata Radical i va fundar l'Associació Humanista Radical. Va fundar l'Institut del Renaixement Indi i animà la revista trimestral "The Humanist Way", originalment anomenada "The Marxian Way".
Es va casar amb Ellen Gottschalk el març de 1937 a Bombai, després de la separació de la seva primera esposa Evelyn el 1925. Roy va morir d'un atac de cor deu minuts abans de la mitjanit del 25 de gener de 1954 a Dehradun.

## Obra
- India in Transition (1922)
- The Future of Indian Politics (1926)
- Revolution and Counter-revolution in China (1930)
- India and War
- Alphabet of Fascist Economy
- Draft Constitution of Free India
- People's Freedom
- Poverty or Plenty
- The Problems of Freedom
- INA and the August Revolution
- Jawaharlal Nehru: The Last Battle for Freedom
- The Scientific Politics
- New Orientation
- The Russian Revolution
- Beyond Marxism
- New Humanism
- Reason, Romanticism and Revolution